# Dunchon-dong (métro de Séoul)
Dunchon-dong (en coréen : 둔촌동역) est une station de passage de la branche Macheon de la ligne 5 du métro de Séoul. Elle est située a Yangjaedaero Jihasous la Yangjaedaero, dans le quartier Seongnae-dong, arrondissement Gangdong-gu de Séoul, en Corée du Sud. 
Ouverte en 1996, elle est desservie par les rames qui circulent sur la branche Macheon de la ligne 5 entre Banghwa et Macheon.

## Situation sur le réseau

Plan du réseau du métro de Séoul (2023)

La station en souterrain Dunchon-dong est une station de passage de la branche Macheon de la ligne 5 du métro de Séoul : elle est située entre la station Parc olympique, en direction du terminus est Macheon, et la station 	
Gangdong en direction du terminus ouest, Banghwa.

## Histoire
La station Duchon-dong est mise en service le 30 mars 1996, lors de l'ouverture à l'exploitation de la branche Macheon de la ligne 5, de Gangdong à Macheon,,.

## Services aux voyageurs

### Accès et accueil
La station, située au 1369, Yangjae-daero, (450-39 Seongnae-dong), dispose de quatre accès numérotés 1 à 4. Établie en sous-sol, elle est équipée d'automates pour les titres de transport.

### Desserte
Dunchon-dong est desservie par les rames omnibus qui circulent sur la ligne entre les terminus Banghwa et Macheon.

Installations
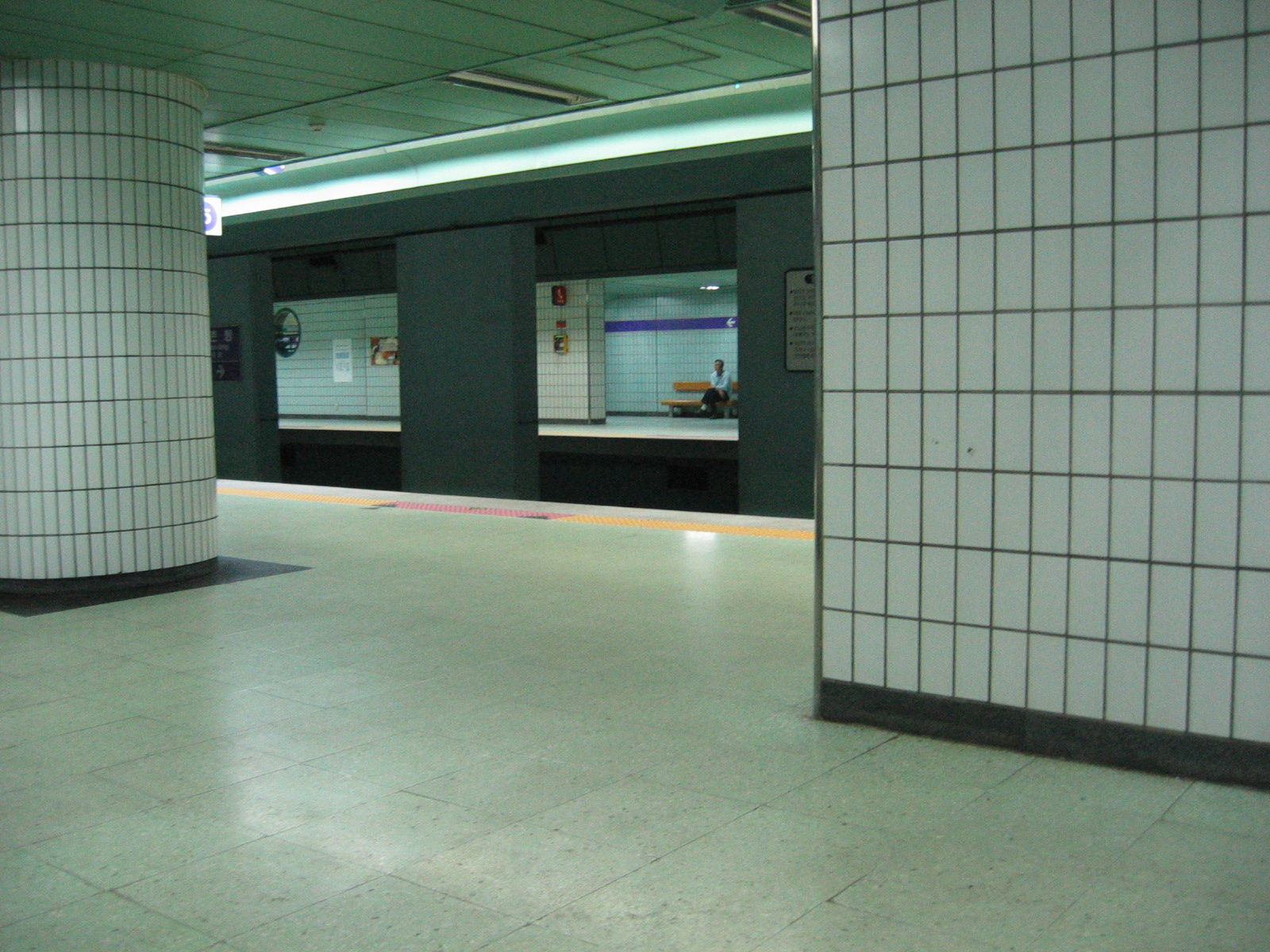
En 2006.
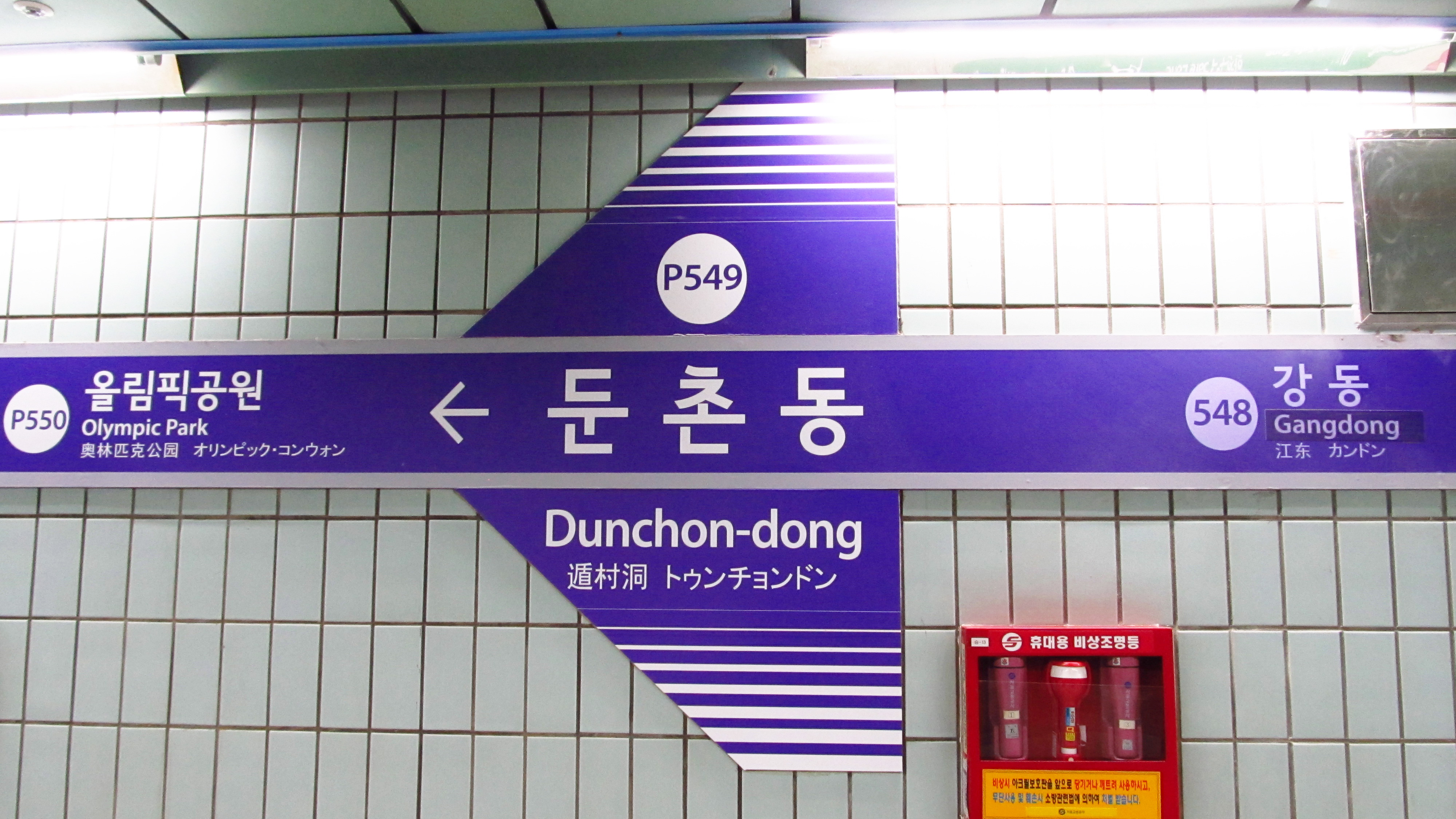
En 2018
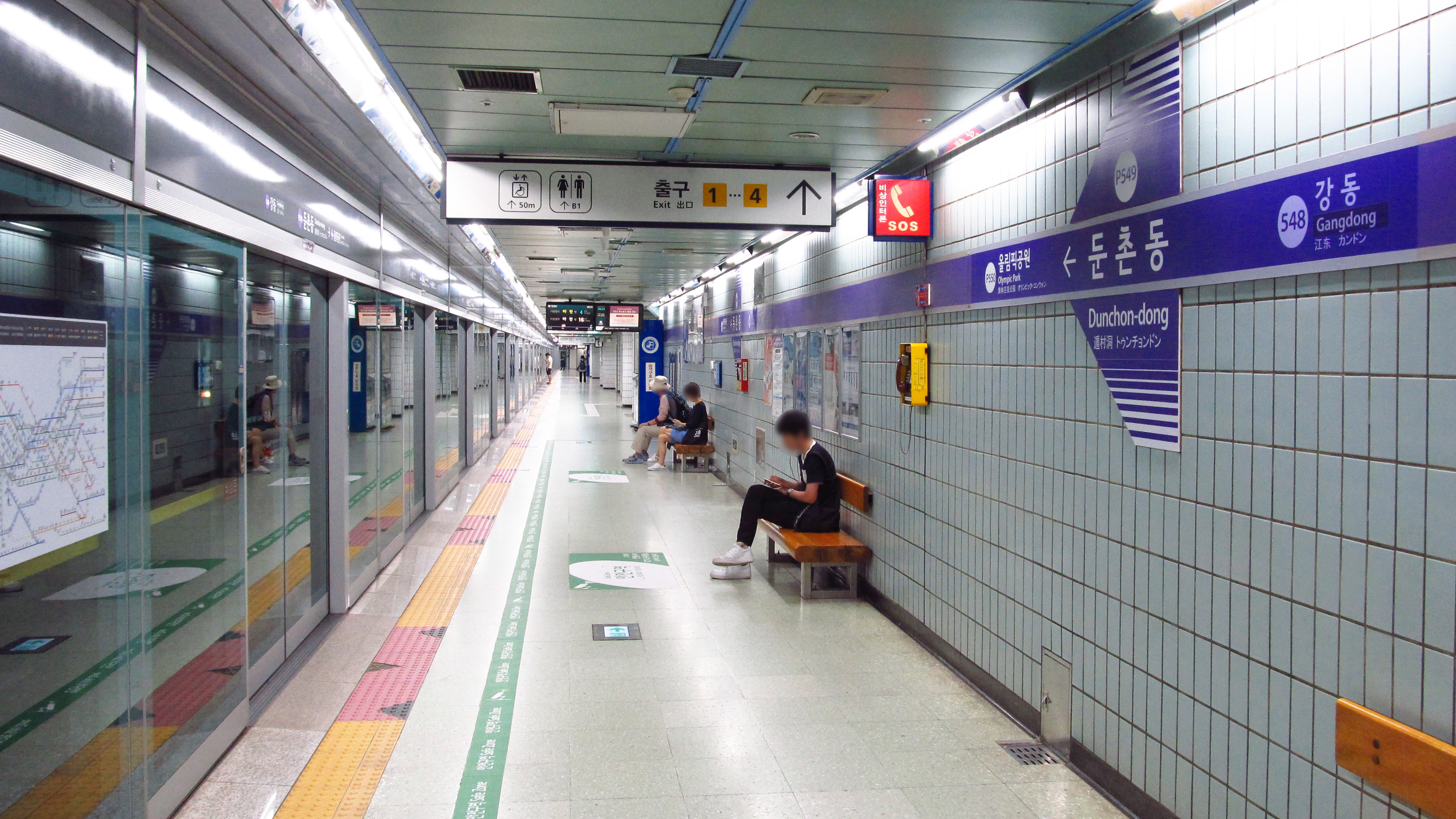
En 2018.

### Intermodalité
Des arrêts de bus sont installés à proximité.